# Laurent Voulzy
Laurent Voulzy, nato Lucien Voulzy (Parigi, 18 dicembre 1948), è un cantautore francese.
A partire dal suo quarto album Avril, ha raggiunto sempre le posizioni più alte delle classifiche francesi e belghe-valloni.

## Discografia

### Album studio
- 1979 - Le coeur grenadine
- 1983 - Bopper en larmes
- 1992 - Caché derrière
- 2001 - Avril
- 2006 - La septième vague
- 2008 - Recollection
- 2011 - Lys and Love
- 2014 - Alain Souchon & Laurent Voulzy (collaborativo con Alain Souchon)

### Album live
- 1994 - Voulzy Tour
- 2004 - Le gothique flamboyant pop dancing Tour
- 2013 - Lys & Love Tour

### Singoli
- 1977 : Rockollection
- 1978 : Bubble Star
- 1979 : Le Cœur grenadine
- 1979 : Karin Redinger
- 1979 : Cocktail chez mademoiselle
- 1980 : Surfing Jack
- 1981 : Idéal simplifié
- 1983 : Bopper en larmes
- 1983 : Liebe
- 1984 : Désir, désir (con Véronique Jannot)
- 1985 : Les Nuits sans Kim Wilde
- 1985 : Belle-Île-en-Mer, Marie-Galante
- 1987 : My Song of You
- 1988 : Le soleil donne
- 1992 : Paradoxal système
- 1992 : Carib Islander
- 1993 : Le Cantique Mécanique
- 1993 : Le Pouvoir des fleurs
- 1993 : Caché derrière
- 1993 : Le rêve du pecheur
- 1994 : Du Temps qui passe
- 2001 : Une héroïne
- 2002 : La Fille d'avril
- 2002 : Amélie Colbert
- 2004 : Peggy
- 2005 : Là où je vais
- 2006 : Derniers Baisers
- 2008 : My Song of You (strumentale con Jean-Pierre Danel)
- 2008 : Jelly Bean
- 2009 : Le Vent qui va
- 2011 : Jeanne
- 2012 : C'était déjà toi
- 2012 : En regardant vers le pays de France (feat. Nolwenn Leroy)
- 2014 : Derrière les mots (con Alain Souchon)